# El Camino: Ein „Breaking Bad“-Film
El Camino: Ein „Breaking Bad“-Film (Originaltitel: El Camino: A Breaking Bad Movie) ist ein US-amerikanischer Film, der von Vince Gilligan geschrieben und inszeniert wurde. Er setzt die Handlung aus der Serie Breaking Bad (2008–2013) fort. Der Film wurde am 11. Oktober 2019 auf Netflix veröffentlicht.

## Handlung
Der Film beginnt mit einem Rückblick, in dem Jesse Pinkman und Mike Ehrmantraut an einem Fluss ihren Ausstieg aus dem Methamphetamin-Imperium von Walter White besprechen. Mike rät Jesse, dass er in Alaska untertauchen solle. Daraufhin schließt der Film direkt an die finalen Ereignisse der Serie Breaking Bad an: Jesse flieht mit dem Wagen von Todd Alquist, einem El Camino, vom Anwesen der White Supremacy Gang, bevor die Polizei eintrifft. Er findet zunächst Unterschlupf bei seinen alten Freunden Skinny Pete und Badger. Am nächsten Morgen versucht Jesse, den El Camino mit Hilfe des Schrottplatzbesitzers Old Joe verschwinden zu lassen. Dieser entdeckt jedoch, dass der Wagen mit einem Ortungssystem ausgestattet und die Polizei wahrscheinlich schon auf dem Weg zu ihnen ist. In Badgers Pontiac Fiero setzt Jesse seinen Weg fort, während die Polizei nach ihm als einzigem Überlebenden des von Walter initiierten Massakers fahndet.
Jesse überkommt die Erinnerung an seine Gefangenschaft in einem vergitterten Verlies aus nacktem Beton auf dem Anwesen von Onkel Jack, der ihn zum Methkochen zwang. In einem Rückblick nimmt Todd Jesse mit in seine Wohnung, um die Leiche seiner Putzfrau verschwinden zu lassen. Diese hatte Todds Geldversteck in seiner Wohnung gefunden, woraufhin sie von Todd erdrosselt wurde. Todd erzählt Jesse, dass er nun ein anderes Versteck für sein Geld finden müsse. Er möchte es aber nach wie vor in seiner Nähe aufbewahren. Die beiden fahren daraufhin in die Wüste und begraben die Frau. In der Gegenwart hört Jesse im Radio die Bestätigung, dass Walter White gestorben sei und die von White vergiftete Lydia Rodarte-Quayle höchstwahrscheinlich keine Überlebenschance habe. Er macht sich auf den Weg in Todds Wohnung, um nach dem neuen Geldversteck zu suchen. Die Wohnung wurde bereits von der Polizei durchsucht. Er verbringt die ganze Nacht damit, nach dem Geld zu suchen, wird aber nicht fündig. Erst durch einen Zufall entdeckt er das Geldversteck in der Kühlschranktür. Gerade als er aber versucht, das Geld herauszunehmen, kommen zwei vermeintliche Polizisten, Neil und Casey, in die Wohnung, um sie erneut zu durchsuchen. Jesse versteckt sich, wird aber von den beiden entdeckt. Da die beiden behaupten, dass unten noch eine Menge weiterer Polizisten warten, ergibt sich Jesse und wird von den beiden gefesselt. Durch das laienhafte Auftreten der beiden begreift Jesse, dass es sich bei Neil und Casey nicht um Polizisten handelt. Er bietet ihnen an, ihnen zu zeigen, wo Todds Geld versteckt ist, wenn es gerecht aufgeteilt wird. Er wird dafür freigelassen und bekommt tatsächlich ein Drittel des Geldes aus dem Kühlschrank. Auf der Straße erkennt er, dass die angeblichen Polizisten Mitarbeiter der Schweißfirma Kandy Welding sind, die im Versteck seine Fesseln und seinen Käfig gebaut haben.
Mit dem Geld macht sich Jesse auf den Weg, den Staubsaugerverkäufer Ed Galbraith zu finden, der bereits Walter White und Saul Goodman mit neuen Identitäten versorgt hatte. Jesse fehlen jedoch 1800 Dollar für dessen Service, und er macht sich auf den Weg, das fehlende Geld zu besorgen. Nachdem er bei einem Einbruch im Haus seiner Eltern zwei Kurzwaffen gefunden hat, macht er sich auf den Weg zu der Schweißfirma. Hier konfrontiert er Neil, Casey und die anderen Mitarbeiter damit, dass er dringend 1800 Dollar benötige. Neil bemerkt, dass Jesse eine Pistole im Hosenbund trägt, und fordert ihn zu einem Duell auf. Jesse willigt ein und erschießt Neil mit dem Revolver aus seinem Elternhaus, den er in seiner Jackentasche verborgen hat, sowie Casey, der nach Neils Tod das Feuer auf ihn eröffnet. Die übrigen drei Männer lässt Jesse am Leben. Anschließend jagt er das Gebäude in die Luft.
In einem weiteren Rückblick sieht man Jesse und Walter in einem Hotel beim Frühstück nach den Ereignissen der Folge 4 Tage Auszeit. Sie diskutieren über den Verkauf der Drogen, und Jesse versichert Walter, dass seine Familie das Geld erhalten werde, unabhängig davon, ob dieser seine Krankheit überleben werde oder nicht. Walter schlägt Jesse daraufhin vor, dass er doch das College besuchen und Betriebswirtschaft und Marketing studieren solle. Er beglückwünscht Jesse, da er noch so jung sei und nicht sein ganzes Leben warten müsse, um etwas Besonderes zu machen.
Zurück in der Gegenwart bezahlt Jesse den Staubsaugerverkäufer Ed, der ihn daraufhin nach Alaska schmuggelt. Jesse übergibt Ed noch einen Abschiedsbrief an Brock. Als Jesse mit dem Auto wegfährt, um sein neues Leben zu beginnen, gibt es einen letzten Rückblick mit Jane. Jesse sagt ihr, dass er es bewundert, wie sie sich immer vom Universum treiben lässt. Jane entgegnet daraufhin, es sei manchmal auch besser, seine eigenen Entscheidungen zu treffen. Daraufhin endet der Rückblick. Man sieht Jesse, der lächelnd alleine durch Alaska fährt, mit der Hoffnung auf ein besseres Leben.

## Produktion
Im November 2018 gab es erste Gerüchte über eine Filmfortsetzung mit Aaron Paul in seiner Rolle als Jesse Pinkman. Paul sagte, Vince Gilligan habe sich 2017 mit ihm wegen der Pläne für das zehnjährige Bestehen von Breaking Bad in Verbindung gesetzt und auf etwas Großes hingewiesen. In einem Interview im November 2018 bestätigte Bryan Cranston, der Walter White verkörperte, dass tatsächlich ein Film in Arbeit sei, jedoch habe er kein Drehbuch gesehen. Cranston erklärte auch, dass er daran interessiert sein würde, in dem Film aufzutreten. Daraufhin wurden zwei weitere bekannte Breaking-Bad-Figuren für El Camino bestätigt, Jesses Freunde Skinny Pete und Badger. Insgesamt tauchen über zehn Rückkehrer aus der Original-Serie im Film auf.
Mike-Darsteller Jonathan Banks bestätigte in einem Interview Ende September 2019 flüsternd, dass er bei der Filmfortsetzung dabei sein würde und fügte augenzwinkernd hinzu: „Sie werden mir auf den Kopf hauen dafür, dass ich das sage, aber ja, warum nicht? Ohnehin schlägt keiner dieser Typen sehr hart zu.“
Die Dreharbeiten fanden im November 2018 in Albuquerque im US-Bundesstaat New Mexico unter dem Arbeitstitel Greenbrier statt. Als die lokalen Medien eine Verbindung zwischen Greenbrier und Breaking Bad herstellten, waren die Dreharbeiten laut Paul größtenteils abgeschlossen. Schauspieler Bob Odenkirk erklärte im August 2019: „Ich habe so viele verschiedene Dinge darüber gehört, aber ich freue mich auf den Breaking-Bad-Film. Ich kann es kaum erwarten, ihn zu sehen.“ In Bezug auf die Geheimhaltung des Films sagte er: „Ich weiß nicht, was die Leute wissen und was nicht. Ich finde es schwer zu glauben, dass sie nicht wissen, dass es gedreht wurde. […] Ist das etwa ein Geheimnis? Aber es ist eines. Sie haben erstaunliche Arbeit geleistet, um es geheim zu halten.“
Im Februar 2019 wurde berichtet, dass ein Breaking-Bad-Film von Netflix und AMC in Arbeit sei. Netflix kündigte den Film dann am 24. August 2019 mit dem Namen El Camino: A Breaking Bad Movie an. Der Titel bezieht sich auf den Chevrolet El Camino, mit dem Jesse am Ende der finalen Breaking-Bad-Episode floh, nachdem er vom sterbenden Walter befreit und gerettet worden war. Der Film wurde am 11. Oktober 2019 auf Netflix veröffentlicht. Am selben Tag starb Ed-Galbraith-Darsteller Robert Forster in Los Angeles an einem Gehirntumor. Später soll der Film auf AMC ausgestrahlt werden.

## Synchronisation
Die deutschsprachige Synchronisation entstand nach einem Dialogbuch von Yvonne Prieditis und unter der Dialogregie von Frank Muth im Auftrag der Berliner Synchron.
| Rolle                   | Schauspieler      | Synchronsprecher  |
| ----------------------- | ----------------- | ----------------- |
| Jesse Pinkman           | Aaron Paul        | Marcel Collé      |
| Skinny Pete             | Charles Baker     | Tobias Kluckert   |
| Brandon „Badger“ Mayhew | Matt L. Jones     | Tim Sander        |
| Jane Margolis           | Krysten Ritter    | Anja Stadlober    |
| Todd Alquist            | Jesse Plemons     | Tobias Müller     |
| Mike Ehrmantraut        | Jonathan Banks    | Eberhard Haar     |
| Old Joe                 | Larry Hankin      | Peter Reinhardt   |
| Ed Galbraith            | Robert Forster    | Thomas Kästner    |
| Walter White            | Bryan Cranston    | Joachim Tennstedt |
| Adam Pinkman            | Michael Bofshever | Bodo Wolf         |
| Diane Pinkman           | Tess Harper       | Iris Artajo       |

## Rezeption

### Kritiken
Tobias Kniebe resümiert in der Süddeutschen Zeitung, der Schöpfer von Breaking Bad, Vince Gilligan, habe mit diesem Film „eine seiner besten Serienfolgen mit sechs Jahren Verspätung einfach hinten drangehängt. Es fühlt sich so an, als ob seit damals kein Tag vergangen wäre – und das sagt eigentlich alles über die Kraft dieser großen amerikanischen Erzählung.“ El Camino fühle sich „exakt richtig an“.
Wolfgang Höbel (Spiegel Online) freut sich über ein „sentimentales, aber auch nervenzerrüttendes Wiedersehen mit der stets sonnenbeschienenen und manchmal hirnverbrannten Gangsterwelt der Crystal-Meth-Brauer von New Mexico.“ Im Grunde erzähle der Film in 120 Minuten kaum eine andere Story als die legendäre Sechzigerjahre-Fernsehserie Dr. Kimble auf der Flucht. Allerdings habe Jesse, anders als Kimble, schwere Schuld auf sich geladen – und das sehe man ihm auch an. „Narben zerfurchen seinen Rücken und sein Gesicht. Der Schauspieler Aaron Paul strahlt eine schöne Ruhe aus in dieser Heldenrolle, und im Lauf des Films scheint er sich nicht bloß körperlich von seinen Blessuren zu erholen, sondern auch mental mit seiner Vergangenheit ein wenig zurechtzukommen.“
In seiner Besprechung im Guardian bemerkt Paul MacInnes, dass der Titel des Films eigentlich in die Irre führe: „El Camino (spanisch für Straße oder Weg) ist nicht die Geschichte eines Mannes, der fluchtartig die Stadt verlässt. Es geht vielmehr um jemanden, der gefangen ist – nicht nur in New Mexico, sondern auch in seinem Kopf, gefesselt von dem Trauma, das er gerade durchlebt hat, und den Erinnerungen, die ihm helfen, endlich herauszufinden, wohin er als nächstes gehen soll.“ El Camino schenke der Figur Jesse Pinkman einen Abschluss. „Doch obwohl El Camino sowohl Stil als auch Inhalt besitzt, fühlt er sich eher wie eine TV-Episode in Spielfilmlänge an als wie ein tatsächlicher Film. Er ist zu kompakt und fragmentiert, um für sich allein zu stehen, und Zuschauer, die die letzten 62 Stunden von Breaking Bad nicht gesehen haben, werden wahrscheinlich Schwierigkeiten haben, ihn zu genießen.“
Carolin Ströbele zeigt sich in der Wochenzeitung Die Zeit enttäuscht über den „laschen Spannungsbogen“: „Je länger Jesses Flucht voranschreitet, desto offensichtlicher treten die Schwächen des Drehbuchs zutage. […] Es gibt nach dem Serienende keine angemessenen Sparringspartner mehr für Jesse. Es sind ja alle tot.“ Vincent Gilligan mag vorgehabt haben, mit der Fortsetzung Jesses Charakter rückwirkend zu stärken, ihn weiter aufzufächern. Aber dafür gebe er ihm zu wenig Platz, verschwende zu viel Zeit mit klassischen Action-Sequenzen. „Nun ist Breaking Bad also ein zweites Mal beendet worden. Der Schluss […] schreit nicht gerade nach einer weiteren Fortsetzung. Interessant ist, dass zwei der erfolgreichsten Serien der vergangenen Jahrzehnte – Breaking Bad und Transparent – ihre Ära gerade mit einem Spielfilm abgeschlossen haben. Wollte man nun dramatisch werden, könnte man darin eine Ermüdungserscheinung des seriellen Erzählens sehen. Wahrscheinlich aber war dieser kurze Epilog, den El Camino nun darstellt, für Gilligan einfach die sicherere Variante, die Geschichte von Breaking Bad weiterzuerzählen, ohne ein Risiko einzugehen, sein Serienwerk zu beschädigen.“

### Auszeichnungen
Saturn-Award-Verleihung 2021
- Nominierung als Bester Action- oder Abenteuerfilm
- Nominierung als Bester Hauptdarsteller (Aaron Paul)